# Cupha tiomana
Cupha tiomana är en fjärilsart som beskrevs av Corbet 1940. Cupha tiomana ingår i släktet Cupha och familjen praktfjärilar. Inga underarter finns listade i Catalogue of Life.